# 中村佑介
中村 佑介（なかむら ゆうすけ、1978年1月26日 - ）は、日本のイラストレーター・漫画家・音楽家。兵庫県宝塚市出身、大阪府在住。
大阪芸術大学芸術学部デザイン学科卒業。

## 略歴
父は建築家、母は山下真知子（大手前大学教授・博士）、1歳上の兄がいる。幼少から絵を描いていた。テレビゲームが大好きで、大阪芸術大学ではゲーム会社への就職を目指し、CGを学ぶコースでパソコンやデザインの勉強をする。また、元々レコードやCDジャケットが好きだったため、架空のアーティストのジャケットなども趣味で描いていた。
2000年に大学卒業後、出身コースの助手を務める。2002年からイラストレーションの仕事を精力的に行う。当初、イラストは誰にも見せずに描き溜めていたが、個展に誘われて初めて公にし、その枚数に周囲が驚いたという。
2005年、28歳の時に自身がギターとボーカルをつとめるバンド「S▲ILS（セイルズ）」としての音楽活動を始める。2011年6月28日付のブログにて、S▲ILSのメンバーである長谷川梓沙との入籍を発表した。
2008年、大阪堀江ART HOUSEで似顔絵展を開催。肖像画をテーマに1日30名、10日間で参加者300名の作品をその場で完成する、音楽ライブのような展覧会を開催する。
2009年、初の画集『Blue』を発刊。9万部以上の売り上げを記録する等、イラストレーターの画集として異例の発行部数を誇っている。全国47都道府県を巡る、小原画展、トークショー、サイン会を行う。
2014年、フランスの『Japan Expo 2014』に参加、作品群の巨大パネルを展示する。年末に2冊目の画集『NOW』を発刊、2015年にかけて、23県25会場に及ぶサイン会ツアーを実施する。
2017年、15年間の活動のほぼ全てを集結させて展示した『中村佑介展 15 THE VERY BEST OF YUSUKE NAKAMURA』が大阪芸術大学スカイキャンパス（あべのハルカス24階）で開催された。
2018年（3月29日～6月24日）東京都、弥生美術館にて「セーラー服と女学生～イラストと服飾資料で解き明かす、その秘密～」原画20点を展示。
2018年（4月20日～5月21日）東京都、池袋パルコ 本館にて『中村佑介展 BEST of YUSUKE NAKAMURA』が開催された。（9月28日〜29日）アメリカ ボルチモアで『BALTIMORE JAPAN ART FESTIVAL』に招待、講演会やサイン会等を行う。（11月16日～12月2日）名古屋市、名古屋パルコにて『中村佑介展』が開催された。
2019年（8月16日〜9月1日）福岡市、福岡パルコにて『中村佑介展』が開催された。
2020年（10月31日～12月13日）東京都、東京ドームシティGallery AaMoにて『中村佑介展 BEST of YUSUKE NAKAMURA』が開催された。入館者特典として“アマビエ”をモチーフした、描き下ろしイラストの「マスクケース」が配布された。
2021年（4月29日～5月29日）金沢市、金沢21世紀美術館にて『中村佑介展』が開催された。
2022年（3月26日～5月８日）山口県防府市、アスピラートで『中村佑介展』が開催された。後藤正文とのトークショーがイベントで開催された。
2022年（7月23日～ 9月25日）『中村佑介20周年展』が大阪芸術大学スカイキャンパス（あべのハルカス24階）で開催。後藤正文や森見登美彦とのトークショーのイベントが開催された。森見登美彦とは初対談。巡回展で（2022年11月9日～2023年1月9日）東京都、Gallery AaMoで開催。後藤正文や石黒正数とのトークショーのイベントが開催された。
2023年（4月22日～7月22日）石巻市、石ノ森萬画館にて『中村佑介20周年展』を開催された。心斎橋PARCOにて中村佑介カレンダー原画展『中村佑介 SPLIT!』（11月17日～1月8日）を開催。
2025年（2025年4月25日～7月21日）出身地である宝塚市で過去最大規模の展覧会『中村佑介展 in TAKARAZUKA 2025』を開催。

## 人物
- 漫画家の石黒正数は大学の同級生。互いに意識しあって活動していて、現在でも親交がある[17]
- 趣味は漫画やゲーム、トランスフォーマー(玩具)集め、アダルトビデオの鑑賞[18]など。
- 平田薫のファンである[19]。ブログの表紙イラストを描いている[20]。
- 講演会やトークショーを精力的に行っている。サイン会も展覧会時に行い、画集等にイラスト入りのサインを丁寧に描いている[21]。
- 影響を受けた人として松本隆、小沢健二、藤子・F・不二雄、あだち充、近藤ようこ、さくらももこ、ウディ・アレンを上げている[22]。
- 好きなイラストレーターは林静一、わたせせいぞう、米澤稔、兵藤聡司、ノーマン・ロックウェル[23]。
- 作画の手順は、鉛筆によるラフ、下書き→ペン入れ（コピックマルチライナー）→下絵をパソコンへスキャニング→フォトショップで彩色。よって、ほとんどの原画は線画のみ[24]。人物に横顔が多いのは、「曲線で描きたい」から。正面よりも横向きの方が体のラインも含めて美しい曲線で描けるから[25]。
- 作品では主にセーラー服を着た少女[26]と動物[3]をモチーフにしており、ノスタルジックでカラフルな作風で人気を得る[3]。
- ロックバンドのASIAN KUNG-FU GENERATIONの後藤正文からのオファーで、CDジャケットをデビューアルバム『崩壊アンプリファー』から手掛ていける。また、インターネットラジオ『洋梨放送室』の管理・製作も行っている。

## 主な作品リスト

### CDジャケット
- ASIAN KUNG-FU GENERATION[5]
  - 全作品(『ザ・レコーディング at NHK CR-509 Studio』「Easter」、『Wonder Future』、『Right Now』『AKG TRIBUTE』を除く)

| タイトル                                                      | リリース日      | 中村佑介 | 形態                 | 備考                                                                          |
| 崩壊アンプリファー                                            | 2003年4月23日   | 〇       | ミニアルバム         | インデーズ版あり                                                              |
| 未来の破片                                                    | 2003年8月6日    | 〇       | シングル             |                                                                               |
| 君という花                                                    | 2003年10月16日  | 〇       | シングル             |                                                                               |
| 君繋ファイブエム                                              | 2003年11月19日  | 〇       | アルバム             |                                                                               |
| サイレン                                                      | 2004年4月14日   | 〇       | シングル             |                                                                               |
| ループ&ループ                                                 | 2004年5月19日   | 〇       | シングル             |                                                                               |
| リライト                                                      | 2004年8月4日    | 〇       | シングル             |                                                                               |
| 君の街まで                                                    | 2004年9月23日   | 〇       | シングル             |                                                                               |
| ソルファ                                                      | 2004年10月20日  | 〇       | アルバム             |                                                                               |
| ASIAN KUNG-FU GENERATION presents NANO-MUGEN COMPILATIO       | 2005年6月8日    | 〇       | アルバム             |                                                                               |
| ブルートレイン                                                | 2005年11月30日  | 〇       | シングル             |                                                                               |
| ワールドアパート                                              | 2006年2月15日   | 〇       | シングル             |                                                                               |
| ファンクラブ                                                  | 2006年3月15日   | 〇       | アルバム             | 【アナログ盤】あり                                                            |
| ASIAN KUNG-FU GENERATION presents NANO MUGEN COMPILATION 2006 | 2006年7月5日    | 〇       | アルバム             |                                                                               |
| フィードバックファイル                                        | 2006年10月25日  | 〇       | アルバム             | B面集                                                                         |
| 或る街の群青                                                  | 2006年11月29日  | 〇       | シングル             |                                                                               |
| アフターダーク                                                | 2007年11月7日   | 〇       | シングル             |                                                                               |
| 転がる岩、君に朝が降る                                        | 2008年2月6日    | 〇       | シングル             |                                                                               |
| ワールド ワールド ワールド                                    | 2008年3月5日    | 〇       | アルバム             |                                                                               |
| 未だ見ぬ明日に                                                | 2008年6月11日   | 〇       | ミニアルバム         |                                                                               |
| ASIAN KUNG-FU GENERATION presents NANO-MUGEN COMPILATION 2008 | 2008年7月9日    | 〇       | アルバム             |                                                                               |
| 藤沢ルーザー                                                  | 2008年10月15日  | 〇       | シングル             |                                                                               |
| サーフ ブンガク カマクラ                                      | 2008年11月5日   | 〇       | アルバム             | 【アナログ盤】あり                                                            |
| ASIAN KUNG-FU GENERATION presents NANO-MUGEN COMPILATION 2009 | 2009年7月1日    | 〇       | アルバム             |                                                                               |
| 新世紀のラブソング                                            | 2009年12月2日   | 〇       | シングル             |                                                                               |
| ソラニン                                                      | 2010年3月31日   | 〇       | シングル             |                                                                               |
| ソラニン songbook                                             | 2010.04.21      |          | トリビュートアルバム | 浅野いにおよるイラスト                                                        |
| 迷子犬と雨のビート                                            | 2010年5月26日   | 〇       | シングル             |                                                                               |
| マジックディスク                                              | 2010年6月23日   | 〇       | アルバム             |                                                                               |
| ASIAN KUNG-FU GENERATION presents NANO-MUGEN COMPILATION 2011 | 2011年6月29日   | 〇       | アルバム             |                                                                               |
| マーチングバンド                                              | 2011年11月30日  | 〇       | シングル             |                                                                               |
| BEST HIT AKG                                                  | 2012年1月18日   | 〇       | ベストアルバム       | コラージュ作品                                                                |
| 踵で愛を打ち鳴らせ                                            | 2012年4月11日   | 〇       | シングル             |                                                                               |
| ASIAN KUNG-FU GENERATION presents NANO-MUGEN COMPILATION 2012 | 2012年6月27日   | 〇       | アルバム             |                                                                               |
| それでは、また明日                                            | 2012年7月25日   | 〇       | シングル             |                                                                               |
| ランドマーク                                                  | 2012年9月12日   | 〇       | アルバム             |                                                                               |
| 今を生きて                                                    | 2013年2月20日   | 〇       | シングル             |                                                                               |
| ザ・レコーディング at NHK CR-509 Studio                       | 2013年3月11日   |          | ライブ・アルバム     | 写真                                                                          |
| ASIAN KUNG-FU GENERATION presents NANO-MUGEN COMPILATION 2013 | 2013年6月5日    | 〇       | アルバム             |                                                                               |
| フィードバックファイル 2                                      | 2014年2月26日   | 〇       | アルバム             | B面集                                                                         |
| ASIAN KUNG-FU GENERATION presents NANO-MUGEN COMPILATION 2014 | 2014年6月25日   | 〇       | アルバム             |                                                                               |
| Easter                                                        | 2015年3月18日   |          | シングル             |                                                                               |
| Wonder Future                                                 | 2015年5月27日   |          | アルバム             |                                                                               |
| Right Now                                                     | 2016年1月6日    |          | シングル             |                                                                               |
| Re:Re:                                                        | 2016年3月16日   | 〇       | シングル             |                                                                               |
| ブラッドサーキュレーター                                      | 2016年7月13日   | 〇       | シングル             |                                                                               |
| ソルファ（2016）                                              | 2016年11月30日  | 〇       | アルバム             | 【アナログ盤】あり                                                            |
| AKG BOX -20th Anniversary Edition-                            | 2017年3月29日   | 〇       | ボックス・セット     | 『崩壊アンプリファー』～『Wonder Future』までのCD計12枚を紙ジャケット化       |
| 荒野を歩け                                                    | 2017年3月29日   | 〇       | シングル             |                                                                               |
| AKG TRIBUTE                                                   | 2017年3月29日   |          | アルバム             | 浅野いにおによるイラスト                                                      |
| BEST HIT AKG 2 (2012-2018)                                    | 2018年3月28日   | 〇       | ベストアルバム       | コラージュ作品                                                                |
| BEST HIT AKG Official Bootleg “IMO”                           | 2018年3月28日   |          | ベストアルバム       | 後藤文正によるイラスト                                                        |
| BEST HIT AKG Official Bootleg “HONE”                          | 2018年3月28日   |          | ベストアルバム       | 後藤文正によるイラスト                                                        |
| ボーイズ&ガールズ                                             | 2018年9月26日   | 〇       | シングル             |                                                                               |
| ホームタウン                                                  | 2018年12月5日   | 〇       | アルバム             | 【アナログ盤】あり                                                            |
| Dororo / 解放区                                               | 2019年5月15日   | 〇       | シングル             |                                                                               |
| ダイアローグ / 触れたい 確かめたい                            | 2020年10月7日   | 〇       | シングル             | 完全生産限定盤にはTシャツが付属                                               |
| エンパシー                                                    | 2021年8月4日    | 〇       | シングル             |                                                                               |
| プラネットフォークス                                          | 2022年3月30日   | 〇       | アルバム             | 【アナログ盤】あり                                                            |
| 出町柳パラレルユニバース                                      | 2022年9月28日   | 〇       | シングル             |                                                                               |
| 宿縁                                                          | 2023年2月8日    | 〇       | シングル             |                                                                               |
| サーフ ブンガク カマクラ (完全版)                             | 2023年7月5日    | 〇       | アルバム             | 【アナログ盤】あり                                                            |
| Single Collection                                             | 2024年7月３１日 | 〇       | アルバム             | コラージュ作品 初回限定版にはジャケットのポストカード、メンバーとの対談が付属 |
| ライフイズビューティフル                                      | 2025年2月19日   | 〇       | シングル             |                                                                               |
| MAKUAKE / Little Lennon                                       | 2025年5月21日   | 〇       | シングル             | ｢NANO-MUGEN FES. 2025｣のテーマソング                                          |

- スピッツ[5]
  - 三日月ロック(2003年3月５日）（アナログ盤歌詞カード）
- ゲントウキ[5]
  - 鈍色の季節(2003年2月19日）
  - 素敵な、あの人。(2003年６月10日）
  - 満たされて心は(2004年2月18日）
  - いつものように(2003年９月25日）
  - 幻燈名作劇場(2007年2月28日） ボーカルの田中潤は中村佑介と親交が深く、アルバムの「Abebno-music Abeno-life」は中村を題材とした曲。
  - 誕生日(2016年９月21日）
- BEDTOWN
  - Abstract Documentary Girl（2005年1月19日）
- 高橋真之介
  - 高橋真之介（2004年07月14日）
- ワンノート
  - ピースフル(2006年3月8日）
- MOZART TOP 20〜石田衣良モーツァルト・セレクション(2006年8月9日）
- つじあやの
  - COVER GIRL 2(2008年9月24日）
- モーモールルギャバン
  - 野口、久津川で爆死(2009年11月11日）
  - クロなら結構です（2010年6月23日）
- さだまさし
  - 天晴〜オールタイム・ベスト〜 （2013年6月26日）
  - 御乱心〜オールタイム・ワースト〜（2016年9月14日）
- 坂本冬美
  - 秋まつり、お月さま(2006年11月1日）
- 倖田來未
  - Love Me Back(2011年11月30日）ドラマ『謎解きはディナーのあとで』オープニングテーマ アザージャケット

- Yuka
  - ジブリのせかい~ヴァイオリンとピアノの調べ(2008年12月17日）
- マルコ・リンハード 
  - ジブリのせかい~尺八と琴の調べ(2008年12月17日）
- 金益研二 
  - ジブリのせかい~ピアノの調べ(2008年12月17日）

- ジブリのせかい～オルゴールの調べ(2008年12月17日）
- FM802 MIDNIGHT GARAGE 10th Anniversary Compilation (2011年1月11日）『ミッドナイトガレージ』10周年記念のコンピレーションCD。DJの土井コマキが描かれている。

- セイルズ（中村佑介が2005年7月１日に結成したポップスバンド｡当初の編成は中村佑介(Vo, Guitar)、長谷川梓沙(Vo, Acordion)、飼原正之(Bass, Cho)のトリオ｡『S▲ILS』から検索しやすいため表記を変更）
  - Pink (2011年6月25日：ワイキキレコード）【収録曲】1.わたしの穴 2.ビューティフル 3.おしりのふとん 4.絵筆は役に立たず 5.ほんとはね
  - 薫（2013年11月）無料限定シングル 、『YOU』のデモバージョン。
  - YOU（2014年1月22日：ワイキキレコード）【収録曲】1.薫 2.あなたにクッキング 3.リリ 4.かなしい顔 5.あなたは 6.すべてのあなた なお「薫」はミュージュクビデオが作成されている。主演は平田薫でセイルズのメンバー（中村佑介、中村梓沙、小泉ひとし、飼原正之、仲井信太郎）も出演している。中村は脚本、監督をしている[27]。

### DVD・Blu-rayジャケット
- ASIAN KUNG-FU GENERATION
  - 映像作品集 1巻（2004年11月26日）
  - 映像作品集 2巻 live at 武道館＋（2005年4月20日）描き下ろし
  - 映像作品集 3巻（2007年3月21日）描き下ろし
  - 映像作品集 4巻（2008年3月26日）
  - 映像作品集 5巻～live archives 2008～（2009年3月25日）描き下ろし
  - 映像作品集 6巻～Tour 2009 ワールド ワールド ワールド～（2009年10月7日）
  - 映像作品集 7巻（2011年1月19日）
  - 映像作品集 8巻～Tour 2012 ランドマーク～（2013年３月13日）
  - 映像作品集 9巻 デビュー10周年記念ライブ 2013.9.14 ファン感謝祭（2014年3月12日）描き下ろし
  - 映像作品集 10巻 デビュー10周年記念ライブ 2013.9.15 オールスター感謝祭（2014年3月12日）描き下ろし
  - 映像作品集 11巻（2016年1月6日）
  - 映像作品集 13巻～Tour 2016 - 2017 「20th Anniversary Live」 at 日本武道館（2017年11月29日）描き下ろし
  - 映像作品集 17巻（2021年8月4日）
  - 映像作品集 20巻～ASIAN KUNG-FU GENERATION Tour 2023「サーフ ブンガク カマクラ」～ (2024年9月25日)
- bpm公演『池田屋チェックイン』作･演出：浅沼晋太郎
- 四畳半神話大系
  - 第1巻 （2010年8月20日）、第2巻（2010年9月23日）、第3巻（2010年10月22日）、第4巻（2010年11月26日）
  - BOX （2014年6月18日）

- 夜は短し歩けよ乙女（2017年10月18日）
- 四畳半タイムマシンブルース （2023年12月20日）

### 書籍
- 『digmeout<04>』(2003年10月20日：digmeout FM802)（作品集）
- 『Tokyo Love Story』(2004年11月19日第1巻、12月18日第2巻、2005年1月18日第3巻：イースト・プレス）チェ ユリ著・詩音翻訳（表紙）
- 『ヒナの魂』(2005年5月25日：角川書店）北條俊正著（表紙）
- 『16年目のサイキック読本』（2005年8月1日：青心社）北野誠・竹内義和と愉快な仲間たち著（表紙）
- 『ショートソング』（2006年11月25日：集英社）枡野浩一著（表紙）
- 『ピーターパン・エンドロール』(2006年9月5日：新風舎）日日日著（表紙）
- 『夜は短し歩けよ乙女』(2006年11月30日：角川書店）・文庫本（2008年12月25日：角川書店）森見登美彦著
- 『四畳半神話大系』(2008年3月25日：角川書店） 森見登美彦著（角川文庫版、表紙）
- 『新釈 走れメロス』(2015年8月25日：KADOKAWA） 森見登美彦著（角川文庫版、表紙）
- 『ウェブ社会の思想－〈遍在する私〉をどう生きるか』（2007年5月26日：NHK出版）鈴木謙介著（表紙）
- 『彩恋』(2007年6月26日：小学館）飯塚健著（表紙）
- 『親指の恋人』(2008年2月2日：初版） 石田衣良著（表紙、挿画）
- 『約束』(2012年12月1日：小学館）石田衣良著（表紙）
- 『夏化粧』（2010年5月：角川書店）池上永一著（表紙）
- 『セーラー服と機関銃』[28]『セーラー服と機関銃・その後ー卒業ー』(2006年9月25日改訂版、角川書店）『セーラー服と機関銃3失踪』（2016年1月25日：KADOKAWA） 赤川次郎著（表紙）
- 『晴、ときどき殺人』『悪魔に捧げるレクイエム』(2007年4月25日改訂版：角川書店） 赤川次郎著（表紙）
- 『プロメテウスの処女（おとめ）』『探偵物語』(2007年6月25日改訂版：角川書店） 赤川次郎著（表紙）
- 『殺人よ、こんにちわ』『殺人よ、さようなら』(2007年8月25日改訂版：角川書店） 赤川次郎著（表紙）
- 『哀愁時代』『血とバラ』(2007年11月25日改訂版：角川書店） 赤川次郎著（表紙）
- 『アート少女 根岸節子とゆかいな仲間たち』(2008年4年1日単行本、2011年9月11日文庫本：ポプラ社）花形みつる著（表紙）
- 『土井徹先生の診療事件簿』(2008年11月10日：幻冬舎） 五十嵐貴久著（表紙）
- 『薔薇は生きている』(2008年2月22日：創英社）山川彌千枝著(表紙）
- 『生まれてすみません 太宰治 一五〇の言葉』(2009年1月19日： PHP研究所） 山口智司著（表紙）
- 『D坂の殺人事件』 江戸川乱歩著 東京創元社文庫創刊50周年記念期間限定カバー（2009年4月より1年間）
- 『谷崎潤一郎マゾヒズム小説集』（2010年9月17日：集英社）谷崎潤一郎著(表紙）
- 『株式会社ハピネス計画』(2010年6月9日：小学館）平山瑞穂著（表紙）
- 『謎解きはディナーのあとで』（2010年9月7日：小学館）、『謎解きはディナーのあとで2』(2011年11月15日：小学館）『謎解きはディナーのあとで3』(2012年12月12日：小学館）、『謎解きはディナーのあとで ベスト版』（2019年12月 小学館文庫）、『新謎解きはディナーのあとで』(2021年4月5日：小学館）（2024年8月11日： 小学館）、『新謎解きはディナーのあとで２』(2024年９月２３日：小学館） 東川篤哉著（表紙）
- 『謎解きはディナーのあとで 風祭警部の事件簿』（2014年11月11日：小学館）黒岩勉著（表紙）
- 『VS.こち亀 こちら葛飾区亀有公園前派出所ノベライズアンソロジー』（2016年9月17日）「謎解きはディナーのあとで」（東川篤哉著）と「こちら葛飾区亀有公園前派出所」（秋本治著）のコラボ小説の表紙
- 『あなたがその人を捕まえたいと思ったら？』(2010年9月11日：飛鳥新社）ジェナ・ピンコット著(表紙）
- 『仁木兄妹の事件簿新装版』 仁木悦子著（表紙）
- 『私の大好きな探偵 仁木兄妹の事件簿』(2009年11月16日：ポプラ社） 仁木悦子著（表紙）
- 『猫は知っていた 仁木兄妹の事件簿』(2010年3月8日：ポプラ社） 仁木悦子著（表紙）
- 『ラ・パティスリー』(2010年5月18日：角川春樹事務所） 上田早夕里著（表紙）
- 『ショコラティエの勲章』(2011年3月15日：角川春樹事務所）上田早夕里著（表紙）
- 『菓子フェスの庭』(2011年12月15日：角川春樹事務所）上田早夕里著（表紙）
- 『煙突の上にハイヒール』（2009年8月25日：光文社）小川一水著(表紙）
- 『トネイロ会の非殺人事件』(2012年4月20日：光文社）小川一水著(表紙）
- 『青春ぱんだバンド』（2012年8月31日：小学館）瀧上耕著（表紙）
- 『アメリカのめっちゃスゴい女性たち』(2014年3月31日：マガジンハウス）町山智浩著（表紙）
- 『好色一代男/雨月物語/通言総籬/春色梅児誉美 (池澤夏樹=個人編集 日本文学全集11) 』(2015年11月11日：河出書房新社 ）帯装画
- 『俵万智訳 みだれ髪』与謝野晶子著、俵万智著（表紙）
- 『林静一美人画集』(2015年9月1日：学研パブリッシング）林静一著「古希を寿ぐ 花環集」イラスト
- 『角川新字源 改訂新版 特装版』(2017年10月30日：KADOKAWA）（外函）
- 『セーラー服と女学生』(2018年3月20日：初版）内田静枝編著 表紙、挿絵、インタビュー
- 『これは花子による花子の為の花物語』木爾チレン （宝島社:2019年3月9日)　『そして花子は過去になる』（2023年2月21日、文庫化時　改題）
- 『四畳半タイムマシンブルース』(2020年7月29日：KADOKAWA） 森見登美彦著 原案/上田誠 角川文庫版（2022年6月10日)：KADOKAWA）(表紙）『夜は短し歩けよ乙女』と同様、単行本、文庫本、映画ポスター共にイラストを変えている。
- 『説教男と不倫女と今日、旦那を殺すことにした女』(2023年9月13日：KADOKAWA）レインボージャンボたかお著（表紙）

画集等
- 『Blue』 中村佑介画集(2009年8月11日：飛鳥新社）デビュー前学生時代の作品と2002年から2009年の200点あまり作品集。
- 『NOW』 中村佑介画集（2014年12月18日：飛鳥新社）2009年から2014年の作品集。
- 『みんなのイラスト教室』（イラスト参考書）(2015年11月2日：飛鳥新社）
- 『中村佑介ポストカードブック』「RED」（201年11月29日：飛鳥新社 ）
- 『BEST 2002ー2017』（画集）(2017年7月15日：飛鳥新社）BlueとNOWのベストと2017年迄の作品集。石黒正数との対談を掲載。
- 『PLAY CDジャケット全集 2002-2021』(画集）(2021年5月２日：飛鳥新社）CDのジャケット集。後藤文正との対談を掲載。
- 『中村佑介ぬりえブック』「COLOR ME」(2016年12月20日：復刊ドットコム）ぬりえコンテストを開催。一部作品は展覧会に展示される。
- 『中村佑介ぬりえブック』「COLOR ME too」(2020年11月30日：復刊ドットコム）
- 『きららちゃん』（2014年5月28日：小学館）イラストレーションブック 参加アーティスト：いしわたり淳治、カジヒデキ、小西康陽、小宮山雄飛（ホフディラン）、高橋久美子、堂島孝平、西寺郷太（ノーナ・リーヴス）、秦 基博、ボニー・ピンク、山田稔明（ゴメス・ザ・ヒットマン）、ワタナベイビー（ホフディラン）[29]
- 『わたしのかたち 中村佑介対談集』（2017年6月30日：青土社）宇野亞喜良、山本直樹、わたせせいぞう 、林 静一 、和田 誠 、さだまさし、江口寿史、ヒグチユウコ、石黒正数 、米澤稔（ビックリマンシールのイラストレーター）、山口裕子、奥 浩哉、後藤正文
- 『壁掛カレンダー』 2011年、2012年-2013年、2014年、2016年、2019年（ぬりえ付）、2020年（卓上）、2021年(壁掛＆卓上）、2023年(壁掛＆卓上）、2024年(壁掛＆スマホケース）、2025年(壁掛＆スマホケース）、(飛鳥新社）

 雑誌
- 『ユリイカ』（2005年6月号:青土社）特集ムーンライダーズ 表紙
- 『イラストレーション』（2007年11月1日：玄光社）特集記事
- 『編集会議』(2008年11月1日：宣伝会議）表紙
- 『MｄN』（2009年5月号ー：インプレス)クリエイターズ･エッセイ連載
- 『きらら 』(2009年10月ー2015年５月：小学館）表紙
- 『アイデア』(2009年12月10日:誠文堂新光社）作品集、インタビュー
- 『イラストレーション』（2010年1月1日：玄光社)表紙 「私」が影響を受けた作家
- 『イラストノート』(2010年11月1日：誠文堂新光社）特集イラストレーターになるには
- 『ユリイカ』（2010年2月臨時増刊号：青土社） 総特集、中村佑介 イロヅク乙女ノユートピア
- 『Kiss』（2010年7月24日-全18回連載：講談社）『女の描き方』エッセイとイラスト
- 『季刊エス』 (2010年9月15日ー：飛鳥新社）「中村佑介のシゴトバ探訪」対談連載
- 『イラストレーション』（2011年11月1日：玄光社）表紙「Blueのあとで」アトリエ訪問、制作過程、わたせせいぞうとの対談。
- 『イラストノート』(2012年11月1日：誠文堂新光社）対談 中村佑介×林静一
- 『ビックコミックスピリッツ』(2012年7月16日号：小学館）フォト・グラビアアート 柏木由紀×中村佑介、写真とイラストのコラボ。
- 『ビックコミックスピリッツ』（2013年１月27・29日号：小学館）柏木由紀×中村佑介、フォト・グラビアアート 第２弾
- 『ビックコミックスピリッツ』（2013年8月18日号：小学館）柏木由紀×中村佑介、フォト・グラビアアート 第３弾
- 『ビックコミックスピリッツ』（2013年8月25日9月1日号：小学館）柏木由紀×中村佑介 フォト・グラビアアート 2Bサイズポスター
- 『イラストノート』(2013年５月1日：誠文堂新光社）「中村佑介の宇宙」対談 中村佑介×石田衣良
- 『ユリイカ』（2013年11月号:青土社）特集中原淳一と少女イラストレーション 林静一との対談
- 『ASIAN KUNG-FU GENERATION THE MEMORIES 2003ｰ2013』(2013年10月10日:ぴあ)表紙､ジャケットに関する回顧録。
- 『文具自慢』(2014年1月1月：扶桑社）「アノ人の文具が気になります」文房具の取材。

- 『イラストレーション』（2015年1月17日：玄光社）インタビュー・石黒正数、米澤稔（イラストレーター）、山下真知子（母）との対談・制作過程。
- 『ユリイカ』(2016年1月号:青土社）総特集/江口寿史 『ストップ！！ひばりくん！』イラスト
- 『PHP』(2016年1月-6月：PHP研究所）月刊中村佑介 １Pカラーイラスト
- 『ビックコミックスピリッツ』（2016年３月14日号：小学館）柏木由紀×中村佑介、フォト・グラビアアート 第4弾
- 『イラストノート 』(2016年11月1日：誠文堂新光社）表紙「中村佑介の無限」
- 『MOE』（2016年3月1日発行：白泉社）山口裕子との対談。描きおろしハローキティ
- 『小学８年生』(2017年7月13日､9月28日:小学館）「中村佑介先生の絵ヂカラup！！教室」全2回 小学生の作品を指導、監修。
- 『イラストノート』(2018年5月1日：誠文堂新光社）表紙 特集「イラストレーターの働き方」
- 『ペン・プラス』(2018年1月15日：CCCメディアハウス）「いままでも、そしてこれからもストリートファイターが好きだ！」表紙裏見開きイラスト（『ストリートファイターＶ アーケードエディション』のクリア時イラスト[30]）
- 『Shi-Ba』【シーバ】 (2020年1月1日：辰巳出版）作品紹介と愛犬の柴犬ぽん太、配偶者の中村梓沙とのスナップ写真。
- 『VOGUE JAPAN』（2020年7月28日発売：プレジデント社）ファッション・イラストレーション
- 『イラストノート Premium』(2024年7月22日：誠文堂新光社）表紙 特集「中村佑介のワークスタイル」[31]

### 漫画
- 『テレ日』(2003年６月23日号ー10月13日号：スターツ出版) OZ magazine 四コマ漫画 全8回[32]
- 『いつもの』（2006年6月14日ー2007年12月18日：大阪芸術大学）大学漫画vol.5ーvol.8 月島戒/共著 全４回連載[32]
- 『それでも町は廻っている』公式同人誌～丸子町商店街2010夏祭特大号～（2010年：少年画報社）石黒正数著 裏表紙イラスト
- 『木曜日のフルット』(2011年6月30日：秋田書店）週刊少年チャンピオン 石黒正数著 題字・イラスト
- 『ADVENTURE TIME マーセリン＆ザ・スクリーム・クイーンズ』(2017年5月21日：星雲社）表紙
- 『ギャル医者あやっぺ』2巻（2019年1月7日）長イキアキヒコ著 帯イラスト
- 『化物語8 特装版』（2020年2日13日：講談社）西尾維新原作 大暮維人漫画 イラストカード

### ビデオゲーム
- PlayStation 2 GuitarFreaks&DrumMania MASTERPIECE GOLD（初出はアーケード版 GUITARFREAKS 11thMIX & drummania 10thMIX）
  - 樽木栄一郎『Puzzle』（ビデオクリップ）

### テレビアニメ
- 四畳半神話大系（キャラクター原案）[3]（2010年4月から7月）
- それでも町は廻っている 第11話提供バックイラスト
- 恋と嘘 (2017年7月)第11話エンドカード

### 劇場アニメ
- 短編アニメーション（2013年7月：全国MOVIXブランド劇場公開）各映画の冒頭に上映されるマナーCM。キャラクターデザイン[33][34]。

- 夜は短し歩けよ乙女（キャラクター原案、ポスター） 2017年4月7日 公開。
- 四畳半タイムマシンブルース（キャラクター原案、ポスター、劇場用プログラム）2022年9月14日からDisney+にて6話配信。劇場作品版9月30日公開。

### CM
- 明治 果汁グミ Tweet Love Story 「メグミとタイヨウ」（キャラクター原案、パッケージイラスト）
- きららちゃん （2014年5月30日：小学館）中村佑介最新イラストレーションブック[35]

### その他
- りそな銀行×digmeout『RESONART』(2004年2月1日）キャッシュカードのイラスト
- 「UT」Tシャツ（2009年2月2日：UNIQLO）Ｔシャツイラスト
- 舞台『夜は短し歩けよ乙女』(2009年4月）パンフレット イラスト
- 映画『海の金魚』(2010年4月10日）劇場用ポスター
- 博多の女 ハチミツレモン味 二鶴堂 (2012年）パッケージイラスト

- ロッテ チョコパイ「ティラミス 晩餐会のデザート仕立て」(2017年3月21日）、「2人の真実のLOVEベリー味」(2017年6月27日）、「アールグレイ～舞踏会の華やぎ仕立て」(2018年3月20日）パッケージイラスト
- 進路本「学べる大学探せる辞典」(2013年6月）進研アド 表紙
- 映画『トランスフォーマー /最後の騎士王』（2017年８月２日）コラボポスター[36]
- 映画『ワンダーウーマン』（2017年12月２日）コラボポスター
- 『Birth YUSUKE NAKAMURA VR』(2018年1月：e-DIVE）新作イラストを含めたVR映像作品｡プロデュース
- 阪急神戸本線 ラッピング電車「爽風」（2018年3月17日 - 2019年3月31日の間運行、イラストを担当）[37]
- 大阪芸術大学 (2017年ー）大学案内、オープンキャンパス冊子、大学送迎バス イラスト
- 『ガンバ大阪Gールズデー（ガールズデー）』（2018年3月18日）企画チケット、グッズ イラスト
- アニメ『海獣の子供』(2019年6月）コラボポスター[38]
- 吹田市制施行80周年記念誌（2020年4月発行）表紙、イラスト、インタビュー
- 高校生の音楽1（2013年2月20日）、高校生の音楽2（2014年2月10日）、高校生の音楽1（2017年2月10日）、高校生の音楽2（2018年2月10日）、高校生の音楽1（2022年2月10日）、高校生の音楽2（2023年２月10日）[39]いづれも教育芸術社 表紙イラスト
- 『ＴURNER ＡCRYL ＧOUACHE ＹUSUKE NAKAMURA edition』[40](2018年10月1日）『ＴURNER ＡCRYL ＧOUACHE ＹUSUKE NAKAMURA 2nd』[40](2022年12月8日）ターナー色彩、アクリルガッシュの外箱。赤井タナ子、黄瀬タナ子、緑山タナ子、青板タナ子、黒木タナ子、白石タナ子のキャラクターイラスト。イラストの原画はデジタルを使用せず、アクリル絵の具で彩色されている。
- ラジオタイムテーブル(2018年6･7月：ラジオ関西）表紙、インタビュー
- ラジオタイムテーブル（2019年2月：ニッポン放送）オールナイトニッポンの各曜日の担当、菅田将暉、星野源、横山由依、岡村隆史、山下健二郎、オードリー、6種類の似顔絵が表紙
- 『安住伸一郎の日曜天国』(2020年1月：TBSラジオ）オリジナルポストカード
- ロックマン30周年記念イラスト(2019年1月1日：カプコン）[41]イラスト
- アタシの昭和お洋服メモリー（2019年5月1日：新風書房）山下真知子著 カバーデザイン、帯コメント
- 神戸風月堂 ゴーフル (2019年10月）パッケージイラスト
- 『ストレンジャー・シングス』（2019年：Netflix）SFホラードラマテレビシリーズ コラボイラスト[42]
- 浅田飴（のど薬） (2020年9月）パッケージイラスト バリエーションは「赤玉林檎」「白桃」「檸檬」の3種類。ファミリーマートで小容量のパウチタイプ(2021年10月）（「赤玉林檎」「白桃」）。「白桃」＜Limited Edition 2023＞（2022年11月1日）。「檸檬」＜ Limited Edition 2024＞（2023年11月1日）。「赤玉林檎」＜ Limited Edition 2025＞（2024年11月1日）。※いずれの商品も「【指定医薬部外品】」
- 宝塚市観光パンフレット（2021年5月発行）表紙イラスト
- ゴジラ・ストアOsaka（2020年11月20日）心斎橋パルコ内店舗 ポスター他[43]
- ゴジラVS京都 コラボイベント（2021年4月16日-6月30日）ポスター他 [44]
- 『サマーウォーズ』（2021年2月24日：グラニフ）「スタジオ地図」設立10周年記念 コラボTシャツ[45]
- 『デュエル・マスターズ』(2021年9月25日）トレーディングカードゲーム コラボカード「ドンドン水撒くナウ」[46]
- 逆転裁判（2021年10月12日 ：カプコン）20周年記念イラスト[47]
- レインボー単独ライブ「想い出はモノクローム」（2021年12月24日、ルミネtheよしもと）メインビジュアル
- 第41回大阪国際女子マラソンメインビジュアル（2022年1月30日）[48]、第42回大阪国際女子マラソンメインビジュアル（2023年1月29日）[49]及び関連グッズ　また、関西テレビ「第42回大阪国際女子マラソン」のテッロップ等のイメージキャラクターに使用。第43回大阪国際女子マラソンメインビジュアル（2023年1月28日）[50]
- 『グラニフ×中村佑介』[51](2022年6月21日、第2弾：2023年3月10日[52]、第3弾：2023年9月5日、第4弾：2024年10月29日、第5弾：2025年6月17日）Ｔシャツ、カラーシャツ、トートバック等コラボレーションアイテム。　第3～5弾は書下ろし、書直しイラストを追加。
- 『ストリートファイター6』(2023年6月2日：カプコン）対戦型格闘ゲームのエンドカード
- 『君の名は。』(2023年6月20日：グラニフ）新海誠 コラボTシャツ、マグカップ
- コンバース　シューズプリントカスタマイズ[53]（2024年1月3日）
- 『ストレンジャー・シングス』(2024年7月9日：グラニフ）コラボＴシャツ
- 『IKAKU』(2024年10月７日：グラニフ）コラボＴシャツ
- 『宝塚市制７０周年記念事業　スタンプラリー』[54]（2024年10月11日～2025年1月14日）
- 『結束バンド TOUR“We will B”』開催記念イラスト（2025年2月15日）[55]
- 『ロックをかけよう』(2025年3月）日本損害保険協会近畿支部/兵庫県警察・大阪府警察・京都府警察  車両防犯ポスター
- 『日本国宝展』(2025年4月26日～6月15日）コラボイラスト及びグッズデザイン
- 『中村佑介ミニCDコレクション』(2025年6月13日バンダイ）ガシャポン

テレビ
- ベストセラーBook TV(2009年9月26日、BS11）
- トップランナー（2009年12月11日、NHK）
- ピカルの定理（2010年11月位15日、フジテレビ）
- 森田一義アワー 笑っていいとも！（2010年12月13日、フジテレビ）コーナー「これが私の三段階」に出演。タモリに似顔絵を贈呈している。
- 嵐にしやがれ（2011年5月21日、日本テレビ）番組内で嵐の大野智に似顔絵を贈呈、「嵐メンバー」が描かれたイラストを合作。
- 歴史秘話ヒストリア「愛と悲しみの”かわいい”～大正ロマン・竹久夢二の生涯～」（2011年５月18日、NHK）
- 日曜美術館「人間は醜い されど人生は美しい～ロートレックが愛した女たち～」（2011年10月23日、NHKＥテレ）
- 才能テスト（2011年12月26日、テレビ朝日）
- 人生が変わる1分間の深イイ話 (20１2年10月31日、日本テレビ）
- 未来シアター(2013年1月18日、日本テレビ）「イラストの新世界へ」柏木由紀とのフォト・グラビアアートの取材。
- 黒田節４(2015年5月2日、関西テレビ）メッセンジャー・黒田有、笛木優子、佐藤信夫、川口淳一郎[56]
- おしゃべりエンタメ「キューン！」(2022年7月2日、8月27日：讀賣テレビ）大抜卓人、西代洋（ミサイルマン）『中村佑介20周年展』のインタビュー。
- 大阪芸大テレビ(2022年8月28日、サンテレビ）『中村佑介20周年展』のインタビュー。
- 他

ラジオ
- 中村佑介の一期一絵（2018年4月6日 - 2021年3月29日、ラジオ関西）アシスタント池田奈月
- 吉岡里帆と日曜日18時。（2018年12月20日、J-WAVE他）ゲスト。後に書籍化(2021年）されている。

#### Web
- 洋梨放送局（2004年2月11日ー2008年3月）[32]インターネットラジオ
- ミサイルアパート(2006年7月1日ー2008年）[32]インターネットラジオ
- シコウヒンTV（2013年7月）小宮山雄飛（ホフディラン） 第189回 ゲスト出演[57]
- 中村佑介の耳で聞く絵の話（2016年10月2日ー）YouTubeによる音声が主のラジオ形式の番組。
- 新ミサイルアパート（2020年4月12日ー）友人の結城由紀とYouTubeによる音声が主のラジオ形式の番組。2008年に終了したラジオ番組（Webの音声のみ）の「ミサイルアパート」の復刻。
- ヨーロッパ企画（公式YouTube）(2022年10月17日）「四畳半タイムマシンブルース」 中村佑介と上田誠で積もる話をする夜[58]